# Начинович, Верон
Верон Начинович (хорв. Veron Načinović; род. 7 марта 2000, Риека) — хорватский гандболист, выступает за гандбольный клуб «Монпелье» и сборную Хорватии по гандболу. Серебряный призёр чемпионата мира 2025 года. Участник летних Олимпийских игр 2024 года.

## Карьера

### Клубная
Верон Начинович — сын Альваро Начиновича, олимпийского чемпиона по гандболу 1996 года. Занимался в спортивной секции в гандбольной школе хорватского клуба «Замет», с которым дебютировал в Премьер-лиге Хорватии 28 мая 2016 года. В сезоне 2020/21 годов выступал за словенский «Целе». Затем перешел во французскую команду «Монпелье».
Сезон 2025/26 годов по достигнутой договорённости начнёт в немецкой бундеслиги в «Киле», с которым подписал трёхлетний контракт.

### Международная карьера в сборной
В составе сборной Хорватии Начинович сыграл на чемпионате Европы 2022 года, где занял 8-е место, забив при этом три гола в четырех матчах.
В августе 2024 года был включён в состав Хорватии на Олимпийский турнир по гандболу. Сборная Хорватии, сыграв пять матчей не смогла выйти из группы А, а игроки команды завершили участие в турнире.
В начале 2025 года принял участие в матчах чемпионата мира, который состоялся в трёх европейских странах. Сборная Хорватии стала серебряным призёром турнира. 

## Награды
- Орден Хорватской звезды с ликом Франьо Бучара (10 марта 2025 года)[4]